# Chiesa di Santa Maria di Loreto (Giornico)
La chiesa di Santa Maria di Loreto è un edificio religioso barocco che si trova a Giornico.

## Storia
La sua costruzione iniziò nel 1680, quando il barbiere veneziano Pietro Pedrini, dopo avere vinto ingenti somme giocando d'azzardo e con un investimento, dispose che con il suo denaro fosse realizzata una chiesa. Le opere si completarono nel 1682. La facciata fu modificata nel 1754 con l'aggiunta di decorazioni rococò in stucco.

## Descrizione
La chiesa ha un campanile nella parte settentrionale dell'edificio: esso possiede una campana manuale a slancio, di Giovanni Battista De Andrei, del 1682, in Reb4.